# Smiths Ferry
Smiths Ferry – miejscowość spisowa w Stanach Zjednoczonych, w stanie Idaho, w hrabstwie Valley.